# Ray Armstead
Raymond Richard "Ray" Armstead (St. Louis, 27 de maio de 1960) é um ex-atleta e campeão olímpico norte-americano.
Conquistou a medalha de ouro olímpica em Los Angeles 1984 integrando o revezamento 4x400 m junto com Alonzo Babers, Sunder Nix e Antonio McKay.